# Lecontellus pinicola
Lecontellus pinicola is een keversoort uit de familie bastaardsnuitkevers (Nemonychidae). De wetenschappelijke naam van de soort werd in 1989 gepubliceerd door Guillermo Kuschel.